# ماورو باستوس
ماورو باستوس (17 أبريل 1979 بلشبونة في البرتغال - ) هو لاعب كرة قدم برتغالي في مركز الهجوم. لعب مع مافرا ونادي بورغوس ونادي تونديلا ونادي جل فيسنتي ونادي فاتيما ونادي بايرنسيه و1. شفاينفورت 05 ‏ ونادي كايالا الترفيهي وA.D. Carregado ‏ وأورينتال دي لشبونة ‏ وCaldas S.C. ‏ وC.D. Pinhalnovense ‏ وCD Operário ‏ ونادي تشافيس وSertanense F.C. ‏ وC.D. Olivais e Moscavide ‏.

## وصلات خارجية
- ماورو باستوس على موقع قاعدة بيانات كرة القدم.إي يو (الإنجليزية)
- ماورو باستوس على موقع Soccerway.com (الإنجليزية)